# Gare de Montataire
Gare de Montataire vasútállomás Franciaországban, Montataire településen.

## Vasútvonalak
Az állomást az alábbi vasútvonalak érintik:
- Creil-Beauvais-vasútvonal

## Kapcsolódó állomások
A vasútállomáshoz az alábbi állomások vannak a legközelebb:
- Gare de Creil
- Gare de Cramoisy